# Erika Mercado
Erika Andreina Mercado Chavez (* 27. Februar 1992 in Esmeraldas) ist eine ecuadorianische Volleyballspielerin, die auch die argentinische Staatsangehörigkeit hat.

## Karriere
Mercado spielte von 2008 bis 2016 in Argentinien bei Gimnasia y Esgrima La Plata und beim Club Atlético San Lorenzo de Almagro. 2016 wechselte die Diagonalangreiferin zum griechischen Verein AO Markopoulo. 2017 wurde sie vom deutschen Bundesligisten Schwarz-Weiss Erfurt verpflichtet.